# 영 메일리
크리스토퍼 벨러드(Christopher Bellard, 1979년 6월 17일 ~ )는 영 메일리(Young Maylay)라는 예명으로 더 잘 알려진 미국의 래퍼이다.
그랜드 테프트 오토: 산 안드레아스의 칼 존슨의 성우이기도 하다.